# Liste der Kulturdenkmäler in Hasborn (Eifel)
In der Liste der Kulturdenkmäler in Hasborn (Eifel) sind alle Kulturdenkmäler der rheinland-pfälzischen Ortsgemeinde Hasborn aufgeführt. Grundlage ist die Denkmalliste des Landes Rheinland-Pfalz (Stand: 10. August 2023).

## Einzeldenkmäler
| Bezeichnung                         | Lage                            | Baujahr                            | Beschreibung | Bild                           |
| ----------------------------------- | ------------------------------- | ---------------------------------- | --- | ------------------------------ |
| Katholische Filialkirche St. Rochus | Dorfstraße, Ecke Rochusweg Lage | 1775                               | dreiachsiger Saalbau, 1775 | weitere Bilder Fotos hochladen |
| Hofanlage                           | Hauptstraße 2 Lage              | zweite Hälfte des 19. Jahrhunderts | zum Winkelhof erweitertes Quereinhaus; stattlicher spätklassizistischer Krüppelwalmdachbau, wohl aus der zweiten Hälfte des 19. Jahrhunderts | Fotos hochladen                |
| Wegekapelle Vierzehn Nothelfer      | Hauptstraße, bei Nr. 36 Lage    |                                    | kleiner Putzbau, Sandsteinrelief | weitere Bilder Fotos hochladen |
| Wohnhaus                            | Zum Dümpel 4 Lage               | 1857                               | eineinhalbgeschossiges Wohnstallhaus, teilweise Fachwerk und verschiefert, bezeichnet 1857                                                   | BW                             |

## Ehemalige Kulturdenkmäler
| Bezeichnung     | Lage                                     | Baujahr | Beschreibung                                                                  | Bild |
| --------------- | ---------------------------------------- | ------- | ----------------------------------------------------------------------------- | ---- |
| Hasborner Mühle | nordöstlich des Ortes am Sammetbach Lage |         | ehemalige Getreidemühle; Massivbau; nach Brand 2020 aus Denkmalliste gelöscht | BW   |